# Volgoretchensk
Volgoretchensk (en russe : Волгоре́ченск) est une ville de l'oblast de Kostroma, en Russie. Sa population s'élevait à 16 868 habitants en 2013.

## Géographie
Volgoretchensk est située sur la rive droite de la Volga, à 8 km au nord-ouest de Privoljsk, à 39 km au sud de Kostroma, à 49 km au nord-est d'Ivanovo, à 79 km à l'est de Iaroslavl et à 287 km au nord-est de Moscou. Elle est reliée à Kostroma et à Vladimir par la route fédérale R132.

## Histoire
Volgoretchensk est fondée en 1964 pour le personnel de la centrale hydroélectrique de Kostroma et reçoit le statut de commune urbaine. Elle a le statut de ville depuis 1994.

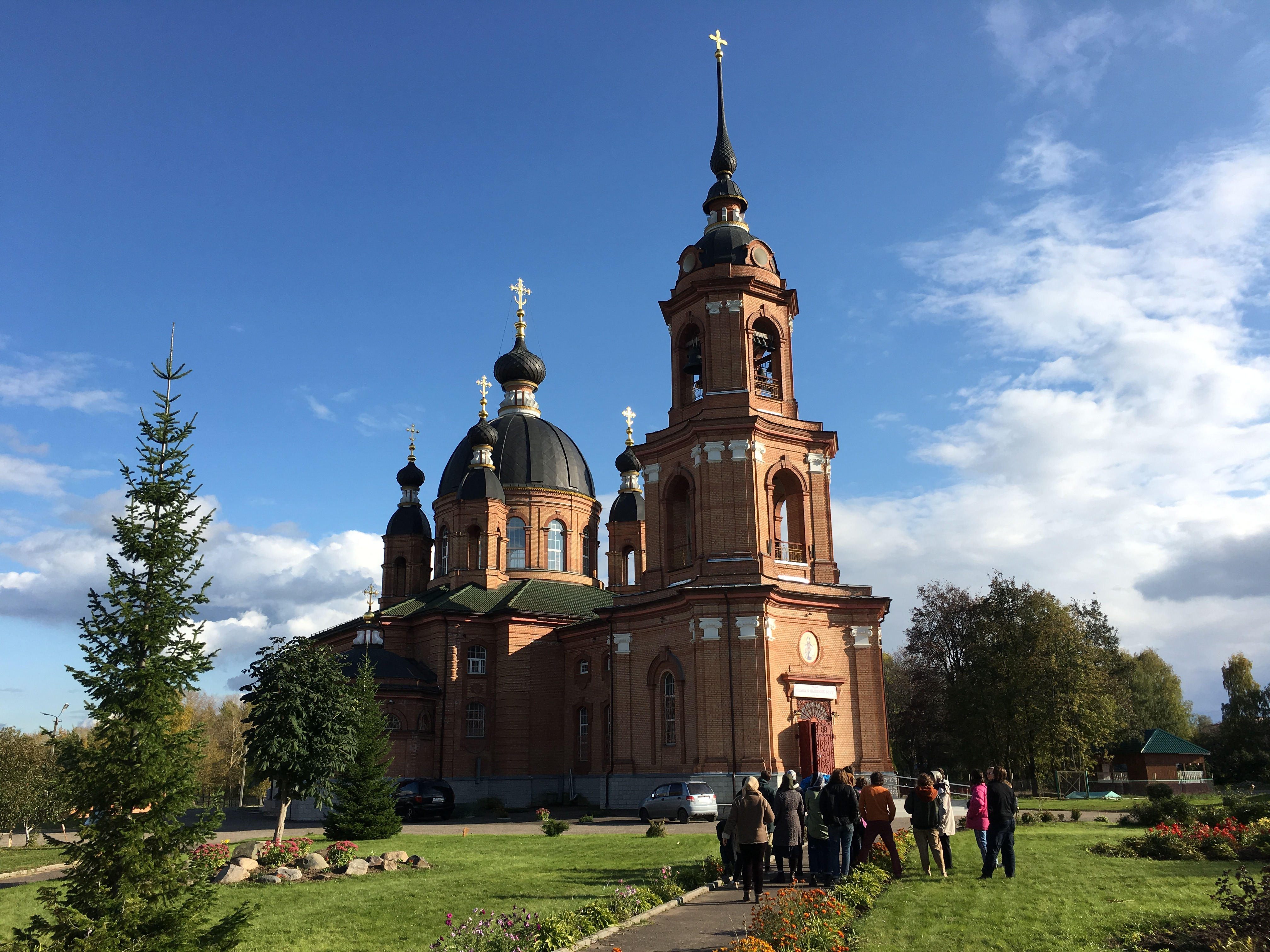
Cathédrale Saint-Tikhon.

## Population
Recensements (*) ou estimations de la population
| 1970* | 1979*  | 1989*  | 2002*  |
| ----- | ------ | ------ | ------ |
| 7 828 | 13 253 | 15 966 | 18 164 |

| 2006   | 2010*  | 2012   | 2013   |
| ------ | ------ | ------ | ------ |
| 17 825 | 17 104 | 17 032 | 16 868 |